# Заза Гогава
Заза Гогава (на грузински: ზაზა გოგავა) е грузински бригаден генерал, началник на Обединения щаб на Въоръжените сили на Грузия от ноември 2006 г.
Завършил е Техническия университет в Тбилиси през 1994 г. Започва своята кариера в специалните части „Омега“ на грузинските части за сигурност през 1995 г. Служил е в антитерористични формирования. Обучаван е в Съединените американски щати в периода 1995 – 2002 г.
През ноември 2006 г. след промени в Министерството на отбраната Гогава става началник на Обединения щаб на Въоръжените сили на Грузия.